# 린다 벵트싱
린다 벵트싱(Linda Bengtzing, 1974년 3월 13일 ~ )은 스웨덴의 가수이다.

## 음반 목록
- Ingenting att Förlora (2006)
- Vild & Galen (2018)